# Viridicerus ustulatus
Viridicerus ustulatus is een dwergcicade die voorkomt in parken, uiterwaarden en andere plaatsen waar de waardbomen groeien.

## Kenmerken
volwassen mannetjes hebben een lengte van 4.1-4.5 mm en vrouwtjes 4.2-4.8 mm. De voorvleugels zijn groen tot bijna wit. De clavus heeft met roodbruine rand. Het Scutellum is roodbruin en het pronotum groen. De genae zijn sterk ingesnoerd, anteclypeus verbreed naar beneden toe en is onderaan erg breed. De antennes zijn opvallend lang. De antenne van de mannetjes hebben een kleine palette.

## Levenswijze
Hij zich voedt met witte abeel (Populus alba) en grauwe abeel (Populus alba x tremula). Hij overwintert als imago. Imago's zijn het hele jaar te vinden, maar vooral in de zomermaanden.